# 陈自中
陈自中（1238年—1276年)，字与可，南宋永嘉人（今浙江省溫州市永嘉县），居甘棠乡下陈赵村。好学，善为文，顷刻间数千百言，悉有理致。咸淳四年（1268年）进士，由郡司马擢太常丞。官至护送行军司马。他的兄长陈宜中，于南宋末年任宰相一职。
陈自中在德佑二年（1276年）领兵据守闽浙交界分水关，护送秀王赵与择入闽。陈自中在分水关阻击南侵的元军十多日，多次给予蒙古铁骑迎头痛击；陈自中在泉州市与元军作战时阵亡，家眷全被虏往大都。死后被追封为温国公，谥号康顺。
见证陈自中殉难的分水关现今位于江山市至福建省的仙霞岺上，当时是由浙入闽的一条要道。至于甘棠乡，其现今地域则包括今兰江街道的原溪西乡和今赤溪街道的原赤溪乡一带。